# Reino Unido en los Juegos Olímpicos de Sapporo 1972
El Reino Unido estuvo representado en los Juegos Olímpicos de Sapporo 1972 por un total de 37 deportistas que compitieron en 7 deportes.  
El portador de la bandera en la ceremonia de apertura fue el deportista de bobsleigh Mike Freeman. El equipo olímpico británico no obtuvo ninguna medalla en estos Juegos.